# Niklas Schmidt
Niklas Uwe Schmidt (Kassel, 1998. március 1. –) német utánpótlás-válogatott labdarúgó, aki jelenleg a Werder Bremen játékosa.

## Pályafutása

### Klubcsapat
Ifjúsági pályafutását az Olympia Kassel, az OSC Vellmar és a Rot-Weiß Erfurt csapataiban kezdte, majd innen igazolta le őt a Werder Bremen. 2016. július 31-én debütált a Werder Bremen II csapatában a Sportfreunde Lotte elleni mérkőzésen. Szeptember 24-én az első csapatban is debütált a VfL Wolfsburg ellen 2-1-re megnyert bajnoki mérkőzésen a 76. percben Clemens Fritz cseréjeként, majd gólpasszt adott Gebre Selassienak a 91. percben.

### Válogatott
Szerepelt a német korosztályos válogatottban az U16, U17 és az U19-esek között. Az U17-es válogatott tagja volt a 2015-ös U17-es labdarúgó-Európa-bajnokságon és a 2015-ös U17-es labdarúgó-világbajnokságon, amelybe Christian Wück hívta meg a keretbe. Az U17-es labdarúgó-Európa-bajnokságon a B csoport első mérkőzésén a belga U17-es válogatott ellen a 2-0-ra megnyert mérkőzésen gólt szerzett. A döntőben a francia U17-es labdarúgó-válogatott ellen 4-1-re kaptak ki. Az U17-es labdarúgó-világbajnokságon a C csoportban a második helyen jutottak tovább, majd a argentin U17-es válogatott elleni mérkőzésen 4-0-ra megnyert mérkőzésen a tornán az első gólját szerezte meg. A nyolcaddöntőben a horvát U17-es válogatott elleni mérkőzésen 2-0-ra kaptak ki és így kiestek.

## Statisztika
2017. január 28-i állapot szerint.
| Klub             | Szezon   | Bajnokság | Bajnokság | Kupa  | Kupa | Nemzetközi | Nemzetközi | Összesen | Összesen |
| Klub             | Szezon   | Mérk.     | Gól       | Mérk. | Gól  | Mérk.      | Gól        | Mérk.    | Gól      |
| ---------------- | -------- | --------- | --------- | ----- | ---- | ---------- | ---------- | -------- | -------- |
| Werder Bremen II | 2016–17  | 14        | 0         | 0     | 0    | 0          | 0          | 14       | 0        |
| Werder Bremen II | Összesen | 14        | 0         | 0     | 0    | 0          | 0          | 14       | 0        |
| Werder Bremen    | 2016–17  | 1         | 0         | 0     | 0    | 0          | 0          | 1        | 0        |
| Werder Bremen    | Összesen | 1         | 0         | 0     | 0    | 0          | 0          | 1        | 0        |
| Összesen         | Összesen | 15        | 0         | 0     | 0    | 0          | 0          | 15       | 0        |

## Sikerei, díjai
- Németország U17
  - U17-es labdarúgó-Európa-bajnokság döntős: 2015